# Jean L'Hiver
Jean L'Hiver, nom de plume de Raymond Cottineau, né à Luçon (Vendée) le 16 janvier 1893 et mort à Ypres (Belgique) le 10 février 1915, est un poète français.

## Biographie
Il est blessé au front en 1914 et est admis à l'hôpital de Parthenay. C'est là qu'il écrira les quelques poèmes compilés dans l'ouvrage Le Beau Sacrifice et couronné par l'Académie française en 1915.
De retour sur le front, il est tué à la Bataille d'Ypres à l'âge de 22 ans en tant que caporal dans le 32e régiment d'infanterie.
Il fut membre de la Société des poètes français.
En 1915, il reçoit le Prix Archon-Despérouses de l'Académie française pour La Première Chanson.

## Œuvres
- Le Beau Sacrifice, Paris, Abbé Jean Prim, 1915, ouvrage posthume (couronné par l'Académie française).